# Човек из Аустралије
Човек из Аустралије (енгл. The MacKintosh Man) америчко-енглески је шпијунски трилер из 1973. у режији Џона Хјустона са Полом Њуманом, Доминик Санда и Џејмсом Мејсоном у главним улогама. Аутори сценарија су Волтер Хил и Вилијам Ферчајлд (непотписан) по роману The Freedom Trap Дезмонда Баглија. Директор фотографије је Озвалд Морис, а композитор оригиналне музике Морис Жар. 

## Улоге
| Глумац        | Улога              |
| ------------- | ------------------ |
| Пол Њуман     | Џозеф Рирден       |
| Доминик Санда | гђица Смит         |
| Ијан Банен    | Слејд              |
| Џејмс Мејсон  | сер Џорџ Вилер     |
| Мајкл Хордерн | Браун              |
| Хари Ендруз   | Макинтош           |
| Најџел Патрик | Соумс-Тревелјан    |
| Питер Вон     | инспектор Бранскил |
| Џени Ранејкер | Герда              |
| Роланд Калвер | судија             |
| Перси Херберт | Таф                |
| Роберт Ланг   | Џек Самерс         |